# El intermedio
El intermedio és un programa de televisió produït per Globomedia i emès a la cadena espanyola laSexta que tracta d'analitzar l'actualitat amb humor, intercalant diferents reportatges d'altres estils. Presentat per El Gran Wyoming i Dani Mateo en substitució amb la col·laboració de Sandra Sabatés, Thais Villas, Usun Yoon, Fernando González «Gonzo» i Dani Mateo, és un programa humorístic, de tendència progressista i amb un enfocament crític cap a l'Església catòlica, la COPE, el Partit Popular, UPyD, Intereconomia Televisió i altres mitjans conservadors. Web d'El Intermedio

## Història
Es va estrenar el 30 de març de 2006 en La Sexta, i des de llavors, juntament amb Sé lo que hicisteis... i el late show Buenafuente, forma part del grup de programes d'aquesta cadena dedicats a l'actualitat i altres temes relacionats, a més de ser, juntament amb els anteriorment esmentats, un dels programes més vistos. Es tracta d'un espai d'actualitat en clau d'humor que va començar sent setmanal de dues hores de durada i més tard va passar a emetre de dilluns a dijous durant 30 minuts.
A la primera temporada (primavera de 2006), com a programa setmanal gravat, va tenir com col·laboradors a Javier Cansado, Juan Luis Galiardo i Jimmy Barnatán.
Des de la temporada 2006-2007, ja com a programa diari en directe, El Gran Wyoming va estar acompanyat en les tasques de presentació per Beatriz Montañez, Thais Villas, Yolanda Ramos, Cristina Peña i la sud-coreana Usun Yoon.
Al setembre de 2008, Yolanda Ramos i Cristina Peña van abandonar l'espai i es van incorporar dos nous rostres: Àfrica Luca de Tena i l'argentina Lara Ruiz. A més el programa va ampliar els seus dies d'emissió a la nit.
Al principi, en aquesta jornada l'espai era conduït per Pablo Carbonell.
Al febrer de 2009, va entrar Juanra Bonet (qui havia estat copresentador de Caiga quien caiga (CQC) mesos abans, quan es va retirar el programa de la graella de La Sexta), en substitució de Pablo Carbonell per a l'emissió dels divendres.
Al setembre de 2009, a punt de començar la nova temporada, es confirma que Lara Ruiz i Àfrica Luca de Tena abandonen el programa després d'una sola temporada i Tania Llasera entra com a nova reportera.
El 21 d'octubre, el programa va començar a emetre en 16:9.
El dia 3 de desembre de 2009, Andreu Buenafuente i El Gran Wyoming van intercanviar els seus programes per un dia, presentant Buenafuente el programa de Wyoming i viceversa.
El 17 de febrer es va fer pública la notícia que Tania Llasera abandonava el programa després d'haver fitxat per Telecinco.
Al març d'aquest mateix any, Juanra Bonet deixa de presentar el programa de divendres, i en lloc del programa s'emeten pel·lícules en obert.
L'1 de setembre de 2010, el programa va començar una nova temporada, estrenant plató nou i fitxant a Fernando González (Gonzo) com a nou col·laborador de l'espai.
El 29 d'agost de 2011 es va estrenar la nova temporada, amb la incorporació de Dani Mateo, ex-col·laborador del desaparegut Sé lo que hicisteis... com a nou col·laborador del programa al costat de Beatriz Montañez, Thais Villas, Usun Yoon i Gonzo.
El 21 desembre 2011 abandona Beatriz Montañez el programa i la substitueix des del 9 de gener Sandra Sabatés.
L'any 2019 la secció Mujer tenía que ser del programa, dirigida per Carmen Aguilera i presentada per Sandra Sabatés, va obtenir el Premi Bones Pràctiques en Comunicació no sexista de l'Associació de Dones Periodistes de Catalunya, per visibilitzar les dones en les seves múltiples facetes.
Actualment, el programa fa unes audiències que ronden l'11% de quota de pantalla, arribant fins i tot al 13% de quota, duplicant l'audiència del seu competidor, Lo sabe, no lo sabe, a Cuatro i superant moltes vegades al programa d'Antena 3 El hormiguero. El programa també està per sobre de la mitjana de laSexta.

## Repartiment
Presentador
- El Gran Wyoming

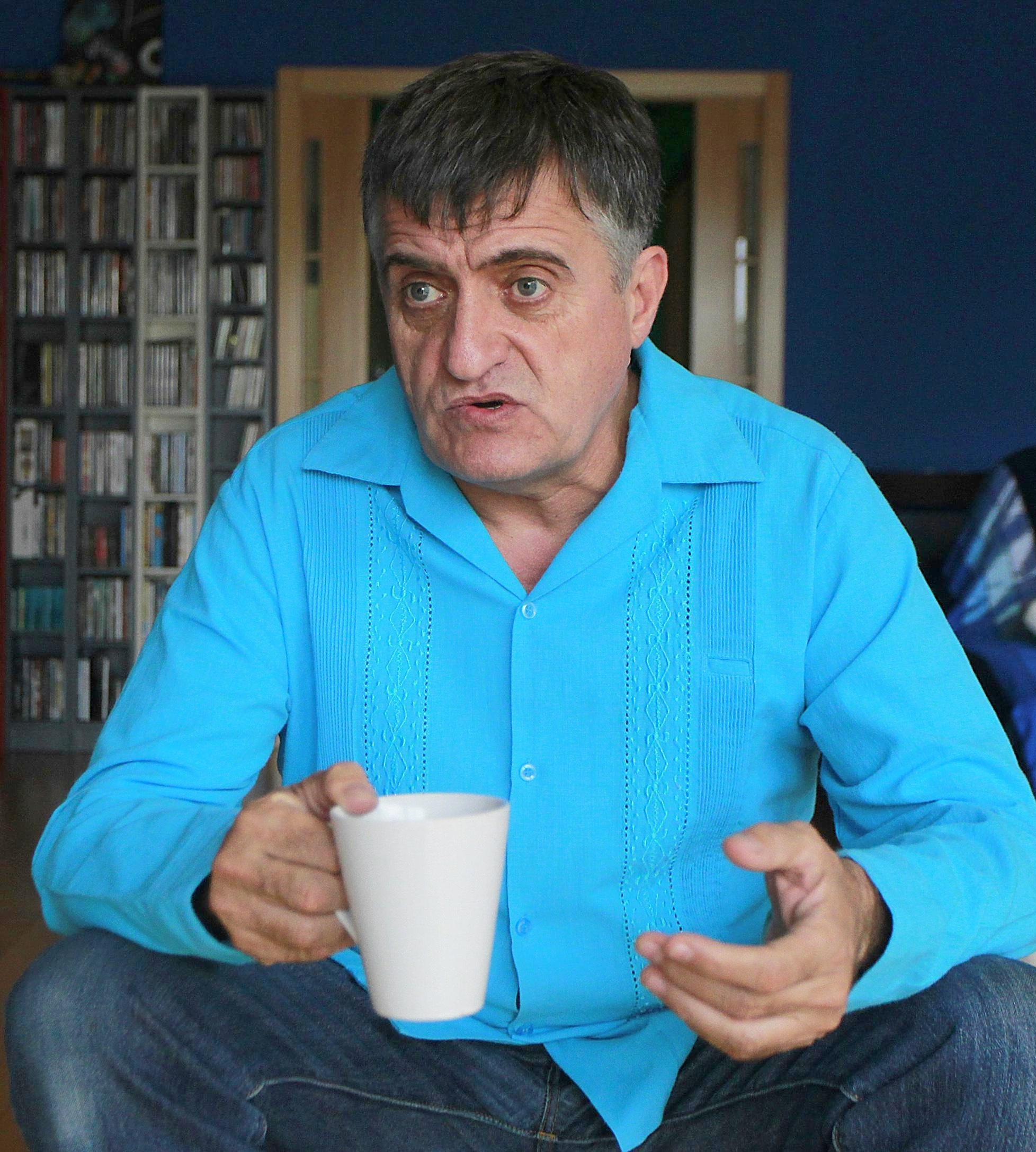
El Gran Wyoming l'any 2015

- Dani Mateo ⁣ (Presentador substitut)

Col·laboradors
- Sandra Sabatés
- Thais Villas
- Usun Yoon
- Fernando González «Gonzo»
- Dani Mateo

Antics col·laboradors
- Beatriz Montañez
- Yolanda Ramos
- Cristina Peña
- Pablo Carbonell
- Lara Ruiz
- Àfrica Luca de Tena
- Tania Llasera
- Sergio Morante
- Mary Ruiz

Esporàdics
- Juanra Bonet